# Mellit
Mellit, auch als Honigstein bekannt, ist ein selten vorkommendes Mineral aus der Mineralklasse der „organischen Verbindungen“. Es kristallisiert im tetragonalen Kristallsystem mit der chemischen Zusammensetzung Al2C6(COO)6·16H2O, ist also chemisch gesehen das Aluminiumsalz der Mellitsäure (auch Aluminiummellitat bzw. Aluminium-Mellitat).
Mellit entwickelt meist dipyramide Kristalle im Zentimeterbereich mit harz- bis glasglänzenden Oberflächen, aber auch körnige Aggregate. Reine Mellitkristalle sind farblos und durchsichtig. Bei multikristalliner Ausbildung oder Gitterbaufehlern kann er aufgrund von vielfacher Lichtbrechung allerdings weiß erscheinen und durch Fremdbeimengungen eine honiggelbe, tiefrote oder braune Farbe annehmen, wobei die Transparenz entsprechend abnimmt.
Mit einer Mohshärte von 2 bis 2,5 gehört Mellit zu den weichen Mineralen, die sich ähnlich wie das Referenzmineral Gips (Mohshärte 2) gerade noch mit dem Fingernagel ritzen lassen.

## Etymologie und Geschichte
Erstmals entdeckt wurde Mellit im „Braunkohletagebau Auguste“ bei Artern an der Unstrut in Thüringen.
Eine erste kurze Beschreibung des Minerals liefert 1789 Christian August Siegfried Hoffmann, der unter Verwendung von Abraham Gottlob Werners Mineralsystem und dem Synonym Honigstein die Notiz: „Ein noch ziemlich unbekanntes Foßil, dessen Vaterland Thüringen ist. Es ist von honiggelber Farbe und findet sich in doppelte vierseitige Pyramiden kristallisirt“ festhält.
Eine genauere Angabe des Fundortes sowie verschiedener Eigenschaften des Minerals liefert Dietrich Ludwig Gustav Karsten, der ebenfalls 1789 bei der Durchsicht der Mineralsammlung des Nathanael Gottfried Leske einige irrtümlich unter den Gipsproben einsortierte, vollkommen oktaedrisch gewachsene und honiggelbe Kristalle findet. Nach Kenntnis von Werners neuem Mineralsystem mit dem dort aufgeführten Honigstein sowie eigenen Untersuchungen erkennt Karsten ihn als identisch mit diesem. In seinen Aufzeichnungen beschreibt er das Mineral unter dem Stichwort Honigstein nach Werners Mineralsystem (95ste Gattung) auch als Bitumen melliadites, das sich zwischen den Lagern des Bituminösen-Holzes von Artern findet. Die detailliertere Beschreibung durch Karsten übernimmt Werner 1792 in seinem Buch „Oryktognosie oder Handbuch für die Liebhaber der Mineralogie“.
Der bis heute gültige Name Mellit geht auf die von Johann Friedrich Gmelin 1793 in lateinischer Sprache verfasste Mineralsystematik zurück, der das Mineral als Mellites (nach dem ursprünglich griechischen Wort μέλι [meli] für Honig) bezeichnet und sich dabei auf die Beschreibungen von Werner und Karsten bezieht. Richard Kirwan wandelte diese Bezeichnung 1796 in seinem Werk „Elements of Mineralogy“ in Mellilite ab, die schließlich 1801 durch René-Just Haüy auf Mellit (Mellite) verkürzt wird.

## Klassifikation
In der mittlerweile veralteten, aber noch gebräuchlichen 8. Auflage der Mineralsystematik nach Strunz gehörte der Mellit zur Mineralklasse der „Organischen Verbindungen“ und dort zur Abteilung der „Salze organischer Säuren“, wo er zusammen mit Julienit und den weiteren Mitgliedern Abelsonit, Calclacit, Dashkovait, Earlandit, Formicait, Hoganit, Kafehydrocyanit und Paceit die eigenständige „Mellit-Julienit-Gruppe“ bildete.
Die seit 2001 gültige und von der International Mineralogical Association (IMA) verwendete 9. Auflage der Strunz’schen Mineralsystematik ordnet den Mellit in die Klasse der „Organischen Verbindungen“ und dort in die Abteilung der „Salze von organischen Säuren“ ein. Diese Abteilung ist allerdings weiter unterteilt nach der salzbildenden Säure, so dass das Mineral entsprechend seiner Zusammensetzung in der Unterabteilung „Benzol-Salze“ zu finden ist, wo es nur noch zusammen mit Pigotit die unbenannte Gruppe 10.AC.05 bildet.
Auch die vorwiegend im englischen Sprachraum gebräuchliche Systematik der Minerale nach Dana ordnet den Mellit in die Klasse der „Organischen Minerale“ und dort in die gleichnamige Abteilung ein. Hier ist er als einziges Mitglied in der unbenannten Gruppe 50.02.01 innerhalb der Unterabteilung der „Salze organischer Säuren (Mellitate, Citrate, Cyanate und Acetate)“ zu finden.

## Kristallstruktur
Mellit kristallisiert tetragonal in der Raumgruppe I41/acd (Raumgruppen-Nr. 142) mit den Gitterparametern a = 15,55 Å und c = 23,21 Å sowie 8 Formeleinheiten pro Elementarzelle.

## Eigenschaften

### Physikalische Eigenschaften
Unter UV-Licht zeigen manche Mellite eine hellgelbe oder blaue Fluoreszenz.

### Chemische Eigenschaften
Mellit ist löslich in Salpetersäure und Kalilauge, jedoch unlöslich in Wasser und Ethanol. Beim Erhitzen auf etwa 300 °C zersetzt er sich allmählich, wobei als Zwischenstufe das Hexahydrat der Mellitsäure entsteht.

## Bildung und Fundorte

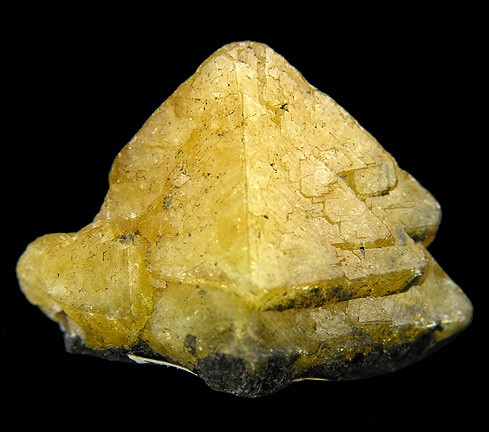
Honiggelber Mellitkristall aus Luschitz, Bílina, Region Ústí, Böhmen, Tschechien
(Größe: 2,2 × 1,7 × 1,7 cm)

Mellit ist ein seltenes Sekundärmineral und findet sich eingewachsen, in kleinen Gruppen oder Drusen in Braunkohle, seltener in Steinkohle und Sandstein.
Bisher konnte das Mineral nur an wenigen Fundorten nachgewiesen werden (Anzahl registrierter Fundorte bei mindat.org rund 10). Neben seiner Typlokalität Artern an der Unstrut in Thüringen trat es in Deutschland noch im ehemaligen Braunkohletagebau bei Goitzsche in Sachsen-Anhalt auf.
Erwähnenswert aufgrund außergewöhnlicher Mellitfunde ist unter anderem die „Csordakúti Mine“ bei Bicske und die Kohlegruben bei Tatabánya in Ungarn, wo Kristalle bis zu 4 cm Größe zutage traten. Aus Valchov (Mähren) in Tschechien stammen dagegen eher körnige Aggregate, allerdings kennt man auch aus dem tschechischen Böhmen schöne Kristallfunde.
In Österreich wurde Mellit bisher nur bei Lanz - Stelzling in der Marktgemeinde Kötschach-Mauthen in Kärnten gefunden. Weitere Fundorte liegen bei Paris in Frankreich und bei Bogorodizk (Bogorodetsk) in der russischen Oblast Tula (Tulskaja).

## Herstellung von Mellitsäure
Die Mellitsäure (Benzolhexacarbonsäure) C12H6O12 kann aus dem Honigstein abgeschieden und auch durch Behandlung von Kohle mit Kaliumpermanganat (veraltet übermangansaures Kali) in alkalischer Lösung dargestellt werden; sie bildet farblose Nadeln, ist leicht löslich in Wasser und Alkohol, schmeckt und reagiert stark sauer und zerfällt
beim Erhitzen mit überschüssigem Ätzkalk in Kohlensäure und Benzol.

## Verwendung als Schmuckstein

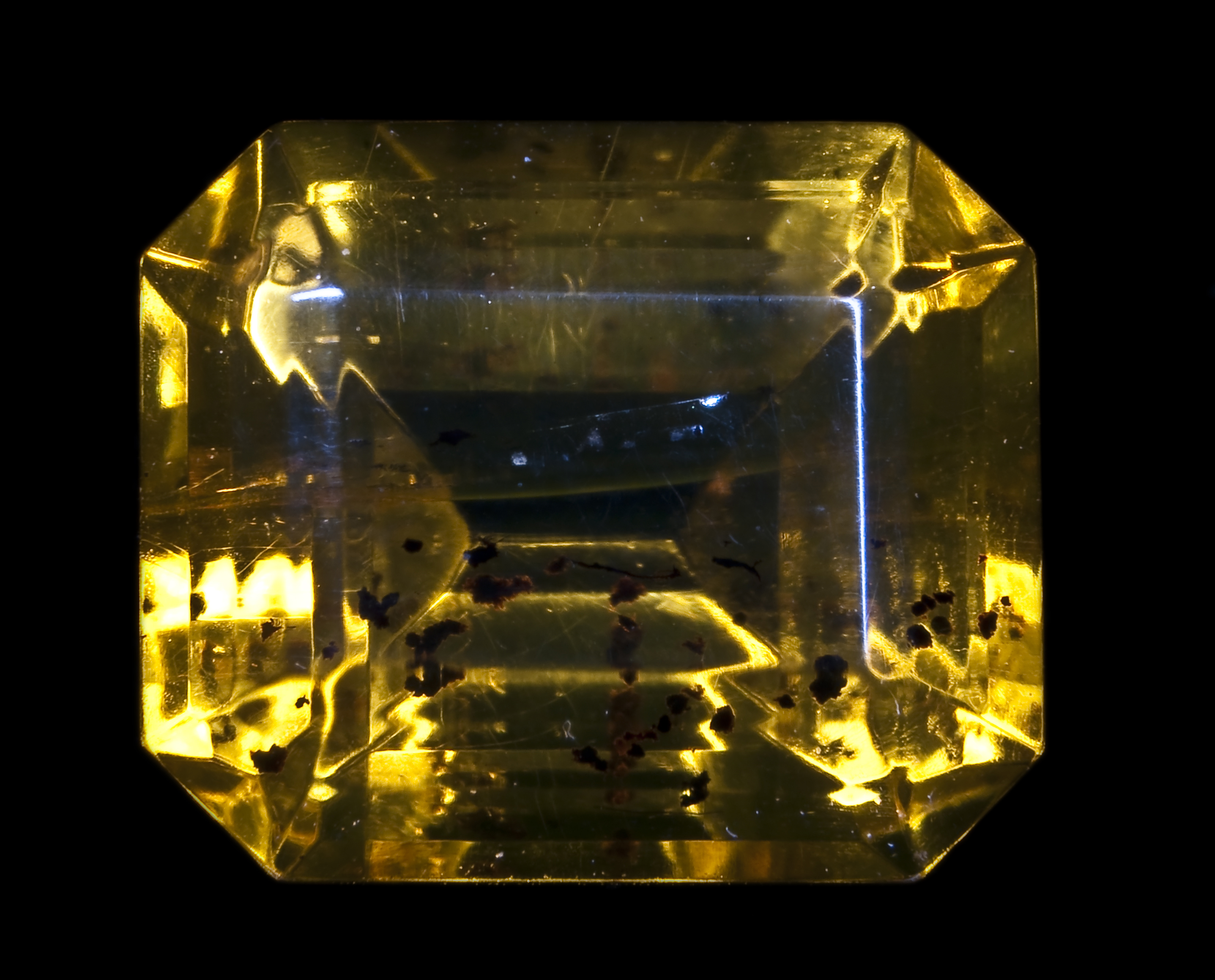
Mellit im Smaragd-Schliff

Gelegentlich wird er von versierten Hobbyschleifern für Sammler und Liebhaber zu Schmucksteinen geschliffen.